# Erika Hess
Erika Hess (Suiça, 6 de março de 1962) é uma esquiadora profissional aposentada. Ela foi campeã geral da Copa do Mundo de Esqui Alpino em 1982 e 1984.

## Sucessos

### Vitórias na Copa do Mundo

#### Resultados gerais
| Temporada | Prova     |
| --------- | --------- |
| 1981      | Slalom    |
| 1982      | Geral     |
| 1982      | Slalom    |
| 1983      | Slalom    |
| 1984      | Geral     |
| 1984      | Combinado |
| 1985      | Slalom    |
| 1986      | Slalom    |

#### Corridas individuais
31 vitórias